# OJB
Apache ObJectRelationalBridge (OJB), en español puente de objetos relacionales, es una herramienta de la Apache Software Foundation para mapeo objeto-relacional (Object-Relational mapping, ORM) que proporciona persistencia transparente de objetos de Java en base de datos
relacional.
OJB fue lanzado el 6 de abril de 2005.

## Características
- OJB es softare de "fuente abierta" (código fuente abierto).
- Es también ligero, y fácil de usar, pues para implementar la capa de persistencia simplemente hay que configurar dos archivos (véase apartado siguiente)
- Fácil de integrar en una aplicación existente, pues no genera código.
- Permite el uso de diferentes patrones de persistencia: propietario (PersistenceBroker API), JDO y el grupo de gestión de datos de objeto (Object Data Management Group, ODMG).

## Configuración
Para configurar OJB son necesarios al menos dos archivos:
- OJB.properties
- repository.xml

## Asignación
Para mapear una relación 1-1. por ejemplo, se tienen dos tablas: Persona y Cuenta. En este caso, una persona tiene una cuenta y viceversa.

## Proyectos similares
- Hibernate
- JPA (Java Persistence API)
- iBatis